# Droga wojewódzka nr 934
Droga wojewódzka nr 934 (DW934) – droga wojewódzka łącząca Mysłowice z Bieruniem, położona w województwie śląskim.

## Miejscowości leżące przy trasie DW934
- Mysłowice (DK79)
- Imielin (S1)
- Chełm Śląski (DW780)
- Bieruń (DK44)